# Teoria internetului mort
Teoria internetului mort este o teorie a conspirației care susține, datorită unui efort coordonat și intenționat, Internetul constă acum în principal din activitate de boți și conținut generat automat manipulat prin curatarea algoritmică pentru a controla populația și a minimiza activitatea umană organică. Susținătorii teoriei cred că boții sociali au fost creați intenționat pentru a ajuta la manipularea algoritmilor și a propaga rezultatele căutării într-o ordine care să manipuleze consumatorii. Unii susținători ai teoriei acuză agențiile guvernamentale de folosirea boților pentru manipularea percepției publice. Data la care se crede că internetul a devenit „mort” este în general undeva în jurul lui 2016 sau 2017. Teoria internetului mort a căpătat tracțiune deoarece multe dintre fenomenele observate sunt cuantificabile, precum creșterea traficului de boți, dar literatura de specialitate nu susține întreaga teorie.

## Origini și răspândire
Originea exactă a teoriei internetului mort este dificil de stabilit. În 2021, o postare intitulată „Teoria internetului mort: majoritatea internetului este fals” a fost publicată pe forumul Agora Road's Macintosh Cafe de către un utlilizator numit „IlluminatiPirate”, susținând că se bazează pe postările anterioare de la același forum și de la Wizardchan, și marcând răspândirea termenului dincolo de aceste panouri de imagine inițiale. Teoria conspirației a intrat în cultura publică printr-o acoperire pe scară largă și a fost discutată pe diverse canale de YouTube de mare profil. A câștigat mai multă atenție generală cu un articol din The Atlantic intitulat „Maybe You Missed It, but the Internet ‘Died’ Five Years ago”. Acest articol a fost citat pe scară largă de alte articole pe această temă.

## Componente
Teoria internetului mort are două componente majore: că activitatea organică umană pe web a fost înlocuită de boți și de rezultatele de căutare ajustate algoritmic, și că actorii statale fac asta printr-un efort coordonat cu scopul manipulării populației umane. Prima parte a acestei teorii, conform căreia boții creează o mare parte din conținutul de pe internet și poate contribui mai mult decât conținutul uman organic, a fost o preocupare de ceva vreme, odată cu postarea originală a lui „IlluminatiPirate” care citează articolul „How Much of the Internet Is Fake? Turns Out, a Lot of It, Actually” din revista New York Magazine. Teoria internetului mort continuă să includă că Google și alte motoare de căutare care cenzurează Web-ul prin filtrarea conținutului care nu este de dorit prin limitarea a ceea ce este indexat și prezentat în rezultatele căutării. În timp ce Google poate sugera că există milioane de rezultate de căutare pentru o interogare, rezultatele disponibile pentru un utilizator nu reflectă acest lucru. Această problemă este exacerbată de fenomenul cunoscut sub numele de link rot, care este cauzat atunci când conținutul unui site web devine indisponibil și toate linkurile către acesta de pe alte site-uri se întrerup. Acest lucru a condus la teoria conform căreia Google se folosește de ceea ce se numește potemkiniadă, iar web-ul care poate fi căutat este mult mai mic decât suntem făcuți să credem. Teoria internetului mort sugerează că aceasta face parte din conspirația de a limita utilizatorii la conținut curat, și potențial artificial, online.
A doua jumătate a Teoriei internetului mort se bazează pe acest fenomen observabil propunând că guvernul SUA, corporațiile sau alți actori limitează în mod intenționat utilizatorii la conținut curat și potențial artificial generat de IA, pentru a manipula populația umană dintr-o varietate de motive. În postarea inițială, ideea că boții au înlocuit conținutul uman este descrisă drept „configurație”, „teza” teoriei în sine concentrându-se pe guvernul Statelor Unite fiind responsabil pentru acest lucru, afirmând: „Guvernul SUA se angajează într-o iluminare gaslighting de inteligență artificială a întregii populații mondiale.”

## În viziunea experților
Caroline Busta, fondatoarea platformei media New Models, a fost citată într-un articol din 2021 din The Atlantic, care numea o mare parte din teoria internetului mort o „fantezie paranoică”, chiar dacă există critici legitime care implică traficul de boți și integritatea internetului, dar ea a spus că este de acord cu „ideea generală.” Într-un articol din The New Atlantis, Robert Mariani a numit teoria un amestec între o adevărată teorie a conspirației și un creepypasta.
În 2024, teoria internetului mort a fost uneori folosită pentru a se referi la creșterea observabilă a conținutului generat prin intermediul modelelor lingvistice mari (MLM-uri), cum ar fi ChatGPT, care a apărut în spațiile populare de pe internet, fără a menționa întreaga teorie.

## Dovezi

### Modelele lingvistice mari
Generative pre-trained transformers (GPTs) sunt o clasă de modele lingvistice mari (MLM-uri) care folosesc rețele neuronale artificiale pentru a produce conținut asemănător celui uman. Primul dintre acestea care a fost bine cunoscut și dezvoltat de OpenAI. Aceste modele au creat controverse semnificative. De exemplu, Timothy Shoup de la Institutul de Studii pentru Viitor din Copenhaga a spus în 2022, „în scenariul în care GPT-3 se desprinde, internetul ar fi complet de nerecunoscut”. A prezis că într-un astfel de scenariu, de la 99% până la 99,9% din conținutul online ar putea fi generat de inteligența artificială până-n 2025 sau 2030. Aceste predicții au fost folosite ca dovadă pentru teoria internetului mort.
În 2024, Google a raportat că rezultatele de căutare de pe motorul lor au fost inundate cu website-uri care „se simt de parcă au fost create pentru motoarele de căutare în loc să fie pentru oameni”. În corespondență cu Gizmodo, un purtător de cuvânt al Google a recunoscut rolul inteligenței artificiale generative în proliferarea rapidă a conținutului de genu și că ar putea înlocui alternative mai valoroase create de om. Boți care folosesc MLM-uri se anticipează că vor crește numărul de spam-uri, și există riscul de-a crea o situație în care boții interacționează unii cu ceilalți creând „solicitări cu auto-replicare” care au ca rezultat bucle pe care numai utilizatorii umani le-ar putea întrerupe.

#### ChatGPT
ChatGPT este un AI de tip chatbot care la sfârșitul lui 2022 a fost lansat pentru publicul general, i-a făcut pe jurnaliști să speculeze că teoria internetului mort are potențialul de a fi mai realistă decât înainte. Înainte de lansarea lui ChatGPT, teoria internetului mort punea mai mult accent pe organizațiile guvernamentale, corporațiile și persoanele cu cunoștințe în domeniul tech. ChatGPT oferă utilizatorului mediu de internet acces la modele lingvistice mari. Această tehnologie a provocat îngrijorarea că Internetul va deveni plin de conținut creat prin utilizarea AI care ar îneca conținutul uman organic.

### Traficul de boți
În 2016, firma de securitate, Imperva, a lansat un raport privind traficul de boți și a constatat că programele automate sunt responsabile pentru 52% din traficul web. Acest raport a fost folosit ca dovadă în rapoartele despre teoria Internetului mort. Raportul Imperva pentru 2023 a constatat că 49,6% din traficul de internet a fost automatizat, o creștere de 2% față de 2022, care a fost parțial atribuită modelelor de inteligență artificială care au folosit web-ul pentru a fi antrenate.

### Facebook
În 2024, imaginile generate de AI pe Facebook, denumite „AI slop”, au început să devină virale. Subiecții acestor imagini generate de inteligență artificială au inclus diverse iterații ale lui Isus „împletite în diferite forme” cu creveți, însoțitori de zbor și copii de culoare, alături de lucrările de artă pe care se presupune că le-au creat. Multe dintre acele iterații au sute sau chiar mii de comentarii generate de AI care spun „Amin”. Aceste imagini au fost menționate ca un exemplu pentru motivul pentru care Internetul se simte „mort”.

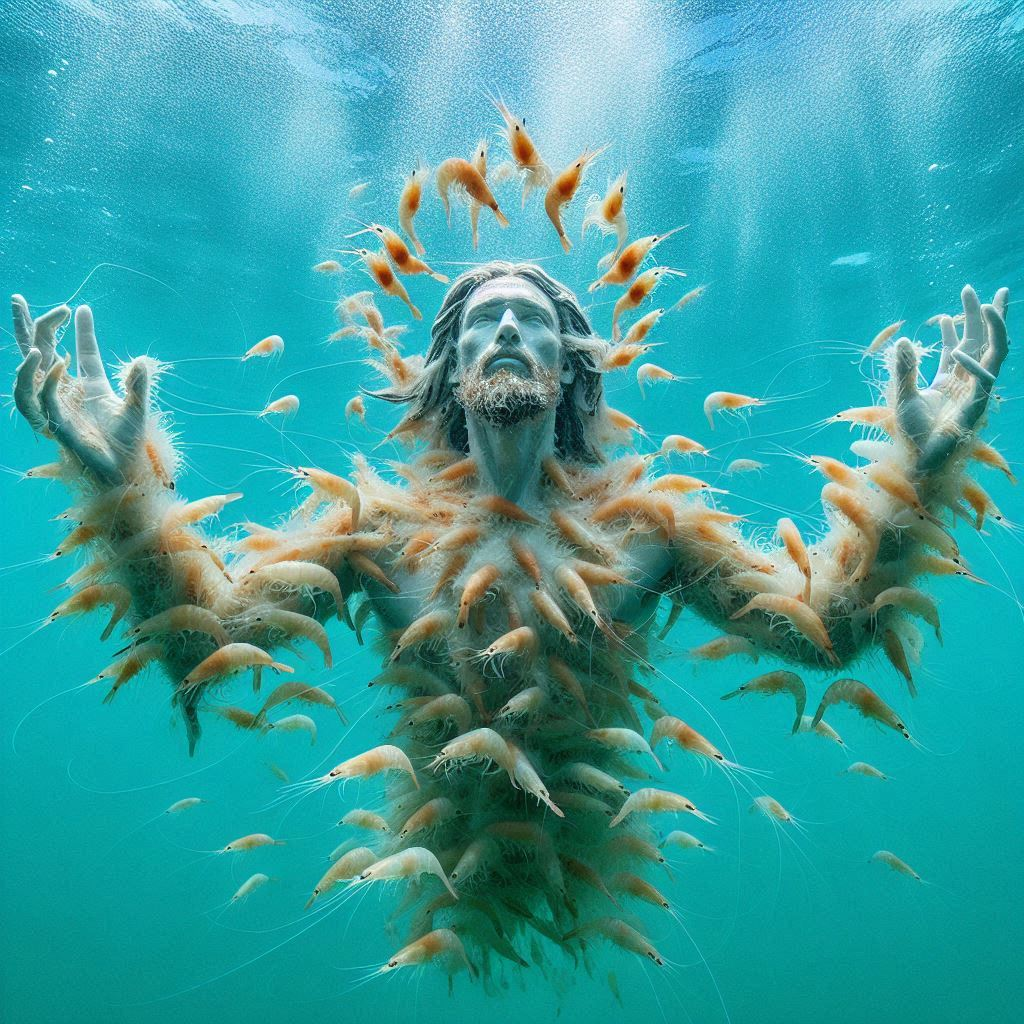
Imagine generată de inteligență artificială cu „Iisus și creveții”

Facebook include o opțiune de a oferi răspunsuri generate de AI la postările de grup. Astfel de răspunsuri apar dacă un utilizator etichetează în mod explicit @MetaAI într-o postare sau dacă postarea include o întrebare și niciun alt utilizator nu a răspuns la aceasta într-o oră.
În ianuarie 2025, interesul s-a reînnoit pentru teorie în urma declarațiilor din partea Meta cu privire la planurile lor de a introduce noi conturi autonome alimentate cu inteligență artificială. Connor Hayes, vicepreședinte de produs pentru IA generativă la Meta a declarat: „Ne așteptăm ca aceste AI să existe de fapt, în timp, pe platformele noastre, cam în același mod în care conturile fac... Vor avea biografii și imagini de profil și vor putea genera și partaja conținut alimentat de AI pe platformă.”

### Reddit
În trecut, Reddit a permis accesul gratuit la API-ul și datele sale, ceea ce le-a permis utilizatorilor să folosească aplicații de moderare terță parte și să antreneze AI în interacțiunea umană. În 2023, compania a început să taxeze pentru accesul la setul de date pentru utilizatori. Se așteaptă că companiile care pregătesc AI vor continua să folosească aceste date pentru formarea viitoarei IA. Pe măsură ce MLM-uri precum ChatGPT devin disponibile pentru publicul larg, acestea sunt din ce în ce mai folosite pe Reddit de către utilizatori și conturile de boți. Profesorul Toby Walsh de la Universitatea din New South Wales a declarat într-un interviu acordat pentru Business Insider că antrenarea următoarei generații de AI cu privire la conținutul creat de generațiile anterioare ar putea face ca conținutul să sufere. Profesorul de la Universitatea din Florida de Sud, John Licato, a comparat această situație a conținutului web generat de inteligență artificială care inundă Reddit cu teoria internetului mort.

O imagine postată pe multe subreddit-uri ca protest în timpul întreruperii

### Twitter

#### "I hate texting" tweets
Din 2020, mai multe conturi de Twitter au început să posteze tweet-uri care încep cu expresia „Urăsc mesajele text” urmată de o activitate alternativă, cum ar fi „Urăsc mesajele, vreau doar să te țin de mână” sau „Urăsc mesajele, doar vino live cu mine”. Aceste postări au primit zeci de mii de aprecieri, dintre care multe sunt suspectate a fi de la conturi bot. Susținătorii teoriei internetului mort au folosit aceste conturi ca exemplu.

#### Achiziția Twitter de către Elon Musk
Numărul de conturi de Twitter gestionate de boți a devenit o problemă majoră în timpul achiziției companiei de către Elon Musk. Musk a contestat afirmația Twitter conform căreia mai puțin de 5% dintre utilizatorii lor activi zilnici monetizabili (mDAU) erau boți. Musk a însărcinat compania Cyabra să estimeze ce procent din conturile Twitter erau boți, un studiu estimând 13,7% și altul estimând 11%. CounterAction, o altă firmă comandată de Musk, a estimat că 5,3% dintre conturi erau boți. Unele conturi de boți oferă servicii, cum ar fi un bot remarcat care poate oferi prețuri acțiunilor atunci când sunt solicitate, în timp ce altele troll, răspândesc informații false sau încearcă să înșele utilizatorii. Adepții teoriei internetului mort au indicat acest incident ca dovadă.

### TikTok
În 2024, TikTok a început să discute despre oferirea de utilizare a influencerilor virtuali agențiilor de publicitate. Într-un articol din 2024 din Fast Company, jurnalistul Michael Grothaus a legat acest conținut și alte conținuturi generate de inteligență artificială de pe rețelele sociale de teoria internetului mort. În acest articol, el s-a referit la conținut ca „AI-slime”.

### "Inversiunea" de pe YouTube
Pe YouTube, există o piață online pentru vizionările false pentru a spori credibilitatea unui videoclip și a ajunge la un public mai larg. La un moment dat, vizionările false au fost atât de răspândite încât unii ingineri s-au îngrijorat că algoritmul YouTube pentru detectarea lor ar începe să trateze vizionările false ca implicite și să înceapă să le clasifice greșit pe cele reale. Inginerii YouTube au inventat termenul „inversiunea” pentru a descrie acest fenomen. Boții YouTube și teama de „inversiune” au fost citați ca suport pentru teoria internetului mort într-un fir de discuție pe forumul de internet Melonland.

### SocialAI
SocialAI, o aplicație creată pe 18 septembrie 2024 de Michael Sayman, a fost creată cu scopul complet de a conversa numai cu boții AI fără interacțiune umană. Un articol de pe site-ul web Ars Technica a legat SocialAI de teoria internetului mort.

## În cultura populară
Teoria internetului mort a fost discutată între utilizatorii platformei de socializare Twitter. Utilizatorii au observat că activitatea boților le-a afectat experiența. Numeroase canale de YouTube și comunități online, inclusiv pe forumurile Linus Tech Tips și subreddit-ul Joe Rogan, au acoperit teoria internetului mort, ceea ce a contribuit la promovarea ideii în discursul mainstream. Au existat, de asemenea, discuții și meme-uri despre acest subiect pe aplicația TikTok, datorită faptului că conținutul generat de AI a devenit mai popular.